# Campeonato Mundial de Halterofilismo de 2017 - Até 77 kg masculino
A categoria até 77 kg masculino foi um evento do Campeonato Mundial de Halterofilismo de 2017, disputado no Centro de Convenções Anaheim, em Anaheim, nos Estados Unidos, entre 1 e 2 de dezembro de 2017. 

## Calendário
Horário local (UTC-8) 
| Dia           | Horário | Fase    |
| ------------- | ------- | ------- |
| 1 de dezembro | 13:55   | Grupo B |
| 2 de dezembro | 11:55   | Grupo A |

## Medalhistas
| Evento    | Ouro               | Ouro   | Prata                  | Prata  | Bronze                | Bronze |
| --------- | ------------------ | ------ | ---------------------- | ------ | --------------------- | ------ |
| Arranque  | Mohamed Ehab (EGY) | 165 kg | Rejepbaý Rejepow (TKM) | 158 kg | Erkand Qerimaj (ALB)  | 155 kg |
| Arremesso | Mohamed Ehab (EGY) | 196 kg | Rejepbaý Rejepow (TKM) | 194 kg | Harrison Maurus (USA) | 193 kg |
| Total     | Mohamed Ehab (EGY) | 361 kg | Rejepbaý Rejepow (TKM) | 352 kg | Harrison Maurus (USA) | 348 kg |

## Recordes
Antes desta competição, o recorde mundial da prova era o seguinte:
| Recorde         | Tipo      | Atleta              | Peso   | Local          | Data                  |
| Recorde Mundial | Arranque  | Lü Xiaojun (CHN)    | 177 kg | Rio de Janeiro | 10 de agosto de 2016  |
| Recorde Mundial | Arremesso | Nijat Rahimov (KAZ) | 214 kg | Rio de Janeiro | 10 de agosto de 2016  |
| Recorde Mundial | Total     | Lü Xiaojun (CHN)    | 380 kg | Breslávia      | 24 de outubro de 2013 |

## Resultado
Os resultados foram os seguintes. 
| Pos.              | Atleta                        | Grupo | Arranque (kg) | Arranque (kg) | Arranque (kg) | Arranque (kg)     | Arremesso (kg) | Arremesso (kg) | Arremesso (kg) | Arremesso (kg)    | Total |
| Pos.              | Atleta                        | Grupo | 1             | 2             | 3             | Resultado         | 1              | 2              | 3              | Resultado         | Total |
| ----------------- | ----------------------------- | ----- | ------------- | ------------- | ------------- | ----------------- | -------------- | -------------- | -------------- | ----------------- | ----- |
| Medalha de ouro   | Mohamed Ehab (EGY)            | A     | 160           | 165           | 168           | Medalha de ouro   | 191            | 191            | 196            | Medalha de ouro   | 361   |
| Medalha de prata  | Rejepbaý Rejepow (TKM)        | A     | 158           | 158           | 161           | Medalha de prata  | 188            | 190            | 194            | Medalha de prata  | 352   |
| Medalha de bronze | Harrison Maurus (USA)         | A     | 150           | 155           | 159           | 4                 | 187            | 193            | —              | Medalha de bronze | 348   |
| 4                 | Kim Woo-jae (KOR)             | A     | 154           | 154           | 158           | 5                 | 185            | 192            | 195            | 6                 | 346   |
| 5                 | Andrés Mata (ESP)             | A     | 150           | 154           | 154           | 6                 | 186            | 190            | 193            | 7                 | 344   |
| 6                 | Erkand Qerimaj (ALB)          | A     | 155           | 157           | 157           | Medalha de bronze | 187            | 191            | 191            | 9                 | 342   |
| 7                 | Kim Kwang-hoon (KOR)          | A     | 145           | 150           | 150           | 11                | 185            | 192            | 195            | 5                 | 342   |
| 8                 | Andrés Caicedo (COL)          | A     | 148           | 148           | 154           | 14                | 192            | 195            | 195            | 4                 | 340   |
| 9                 | Pornchai Lobsi (THA)          | A     | 150           | 151           | 151           | 8                 | 188            | 188            | 191            | 8                 | 339   |
| 10                | Brayan Rodallegas (COL)       | A     | 150           | 155           | 156           | 9                 | 182            | 187            | 193            | 10                | 337   |
| 11                | Max Lang (GER)                | A     | 145           | 149           | 151           | 12                | 178            | 183            | 185            | 11                | 334   |
| 12                | Alejandro González (ESP)      | B     | 145           | 150           | 153           | 7                 | 180            | 180            | 191            | 15                | 333   |
| 13                | Nico Müller (GER)             | A     | 150           | 150           | 155           | 10                | 183            | 187            | 187            | 12                | 333   |
| 14                | Sathish Sivalingam (IND)      | B     | 143           | 148           | 151           | 13                | 175            | 175            | 180            | 16                | 328   |
| 15                | Shakhzod Khudayberganov (UZB) | A     | 145           | 145           | 153           | 16                | 175            | 182            | 189            | 13                | 327   |
| 16                | Angelo Bianco (USA)           | B     | 141           | 146           | 150           | 15                | 180            | 190            | 190            | 14                | 326   |
| 17                | Takehiro Kasai (JPN)          | B     | 137           | 142           | 145           | 17                | 175            | 182            | 182            | 18                | 317   |
| 18                | Tim Kring (DEN)               | B     | 138           | 142           | 145           | 18                | 166            | 171            | 175            | 19                | 317   |
| 19                | Chiang Tsung-han (TPE)        | B     | 133           | 137           | 137           | 19                | 173            | 173            | 177            | 17                | 314   |
| 20                | Nguyễn Hồng Ngọc (VIE)        | B     | 133           | 133           | 136           | 21                | 171            | 176            | —              | 20                | 304   |
| 21                | Manop Chitrakan (THA)         | B     | 130           | 135           | 138           | 20                | 165            | 170            | 170            | 21                | 300   |
| DSQ               | Dumitru Captari (ROU)         | B     | 147           | 153           | 156           | —                 | 185            | 186            | 190            | —                 | —     |